# 坑梓街道
坑梓街道是中华人民共和国广东省深圳市坪山區下辖的街道，西和南接龙田街道、東及北接惠州市惠阳区秋长街道，面积 24.07 平方公里，常住总人口约 9.1 万人，实际管理人口约 13.63 万人，其中户籍人口约 1.2 万人（2016年5月）。
坑梓街道內有著名企業生產基地，例如日立環球存儲科技。深圳市知名的深圳市大工业区（现已改名深圳坪山综合保税区）部分位于坑梓街道内。

## 行政區劃
坑梓街道現有社區居（村）委會數4個：
坑梓社区、秀新社区、金沙社区和沙田社区。